# Eilema angulosa
Eilema angulosa är en fjärilsart som beskrevs av Saalmüller 1884. Eilema angulosa ingår i släktet Eilema och familjen björnspinnare. Inga underarter finns listade i Catalogue of Life.